# Bebeto
José Roberto Gama de Oliveira (* 16. února 1964, Salvador), známější pod přezdívkou Bebeto, je bývalý brazilský fotbalový útočník, Fotbalista roku Jižní Ameriky za rok 1989.
Nastoupil na třech mistrovstvích světa (1990, 1994 a 1998), přičemž roku 1994 získal zlatou medaili. Na tomto mistrovství se také proslavil způsobem, jakým slavil svůj vstřelený gól. Krátce před zápasem s Nizozemím se jeho manželce narodilo dítě, Bebeto proto po brance naznačil rukama houpání dítěte v náručí. Ostatní Brazilci se k němu ihned přidali a Bebeto tak zavedl tradici, jak fotbalisté slaví narození svých dětí.